# Profilinota
Profilinota är ett släkte av fjärilar. Profilinota ingår i familjen plattmalar.
Kladogram enligt Catalogue of Life:
| Profilinota | \| \| Profilinota notaula \| \| \| \| \| \| Profilinota phillita \| \| \| \| |
|             | \| \| Profilinota notaula \| \| \| \| \| \| Profilinota phillita \| \| \| \| |
|             | Profilinota notaula                                                          |
|             |                                                                              |
|             | Profilinota phillita                                                         |
|             |                                                                              |